# Жажда (фильм, 1957)
«Жа́жда» (хинди प्यासा, Pyaasa) — индийская чёрно-белая музыкальная романтическая драма режиссёра Гуру Датта. Фильм собрал в прокате 1,5 крора и получил статус «супер-хит».
В 2002 году журнал Sight & Sound включил «Жажду» в список лучших фильмов всех времен (160 место).
В 2005 году «Жажда» была включена в число «100 лучших фильмов всех времён» по версии журнала Time.

## Сюжет
Безработный Виджай — самый молодой в семье, которая состоит из его овдовевшей матери и двух братьев. Его страстью является поэзия, однако это не одобряют его братья, которые хотят, чтобы он вместо этого нашёл оплачиваемую работу. Виджай пишет достаточно радикальные стихи, в которых описывает судьбу бедных, обездоленных крестьян и высокомерие богачей после ухода британцев из Индии. Все его усилия опубликовать стихи остаются напрасными. Виджай начинает пить и отрекается от своих братьев, у него появляются проблемы с законом. Однажды в борделе Виджай знакомится с проституткой Гулабо, которая с пониманием относится к нему и через своих богатых клиентов решает помочь опубликовать его стихи.

## В ролях
- Гуру Датт — Виджай
- Вахида Рехман — Гулабо
- Рехман — мистер Гош
- Мала Синха[англ.] — Мина
- Джонни Уокер — Абдул Саттар
- Лила Мишра[англ.] — мать Виджая
- Мехмуд[англ.] — брат Виджая
- Кумкум — Джухи, подруга Гулабо
- Тун Тун — Пушплата

## Саундтрек
Все тексты написаны Маджрух Султанпури..
| №  | Название                                      | Исполнители              | Длительность |
| -- | --------------------------------------------- | ------------------------ | ------------ |
| 1. | «Aaj Sajan Mohe Ang Lagalo»                   | Гита Датт                | 4:42         |
| 2. | «Ham Aapki Aankhon Me»                        | Гита Датт, Мохаммед Рафи | 5:28         |
| 3. | «Jaane Kya Tune Kahi»                         | Гита Датт                | 3:53         |
| 4. | «Jane Woh Kaise Log»                          | Хемант Кумар             | 4:04         |
| 5. | «Sar Jo Tera Chakraye»                        | Мохаммед Рафи            | 4:08         |
| 6. | «Ye Duniya Agar Mil Bhi Jaye»                 | Мохаммед Рафи            | 4:54         |
| 7. | «Ye Hanste Huye Phool»                        | Мохаммед Рафи            | 7:23         |
| 8. | «Jinhen Naaz Hai Hind Par»                    | Мохаммед Рафи            | 5:52         |
| 9. | «Tang Aa Chuke Hain Kashm-e-Kashe Zindagi Se» | Мохаммед Рафи            | 4:13         |